# El Bosque, Michoacán de Ocampo
El Bosque är en ort i Mexiko.   Den ligger i kommunen Madero och delstaten Michoacán de Ocampo, i den södra delen av landet, 230 km väster om huvudstaden Mexico City. El Bosque ligger 1 954 meter över havet och antalet invånare är 211.
Terrängen runt El Bosque är lite bergig. Runt El Bosque är det glesbefolkat, med 15 invånare per kvadratkilometer. Närmaste större samhälle är Tacámbaro de Codallos, 17,6 km sydväst om El Bosque. I omgivningarna runt El Bosque växer huvudsakligen savannskog.